# Карвальял (Грандола)
Карвальял (порт. Carvalhal) — район (фрегезия) в Португалии, входит в округ Сетубал. Является составной частью муниципалитета Грандола. По старому административному делению входил в провинцию Байшу-Алентежу. Входит в экономико-статистический субрегион Алентежу-Литорал, который входит в Алентежу. Население составляет 1600 человек на 2001 год. Занимает площадь 56,00 км².
Покровителем района считается Святой Роман (порт. São Romão).